# Belgische kampioenschappen atletiek 1958
De Belgische kampioenschappen atletiek 1958 (alle categorieën) vonden, voor zowel de mannen als de vrouwen, plaats op 2 en 3 augustus 1958 in Brussel.

## Uitslagen
| Atleet              | Prestatie | Onderdeel            | Atlete               | Prestatie    |
| ------------------- | --------- | -------------------- | -------------------- | ------------ |
| Jacques Vercruysse  | 10,9 s    | 100 m                | Hélène Joye          | 12,6 s (NR)  |
| Jacques Vercruysse  | 21,7 s    | 200 m                | Hélène Joye          | 26,6 s       |
| Louis De Clerck     | 49,1 s    | 400 m                | Marie Louise Wirix   | 61,8 s       |
| Émile Leva          | 1.51,6    | 800 m                | Marie Louise Wirix   | 2.29,6       |
| Roger Verheuen      | 3.49,7    | 1500 m               | -                    | -            |
| Eugène Allonsius    | 14.31,8   | 5000 m               | -                    | -            |
| Marcel Vandewattyne | 31.55,8   | 10.000 m             | -                    | -            |
| -                   | -         | 80 m horden          | Hilde De Cort        | 12,3 s       |
| Georges Salmon      | 14,8 s    | 110 m horden         | -                    | -            |
| Marcel Lambrechts   | 25,1 s    | 200 m horden         | -                    | -            |
| Marcel Lambrechts   | 54,3 s    | 400 m horden         | -                    | -            |
| Hedwig Leenaert     | 9.07,4    | 3000 m steeple       | -                    | -            |
| Walter Herssens     | 1,90 m    | hoogspringen         | Lea Van Hoogendorp   | 1,45 m       |
| Raymond Van Dijck   | 4,20 m    | polsstokhoogspringen | -                    | -            |
| Georges Salmon      | 7,24 m    | verspringen          | Dorette Van de Broek | 5,16 m       |
| Walter Herssens     | 14,35 m   | hink-stap-springen   | -                    | -            |
| Willy Wuyts         | 14,41 m   | kogelstoten          | Simone Saenen        | 13,11 m      |
| Christian Dewaay    | 46,45 m   | discuswerpen         | Simone Saenen        | 42,86 m (NR) |
| Guy Van Zeune       | 66,80 m   | speerwerpen          | Rachel Hanssens      | 31,02 m      |
| Henri haest         | 51,40 m   | hamerslingeren       | -                    | -            |

1889 · 
1890 · 
1891 · 
1892 · 
1893 · 
1894 · 
1895 · 
1896 · 
1897 · 
1898 · 
1899 · 
1900 · 
1901 · 
1902 · 
1903 · 
1904 · 
1905 · 
1906 ·
1907 ·
1908 · 
1909 · 
1910 · 
1911 · 
1912 · 
1913 · 
1914 · 
1919 · 
1920 · 
1921 · 
1922 · 
1923 · 
1924 · 
1925 · 
1926 · 
1927 · 
1928 · 
1929 · 
1930 · 
1931 · 
1932 · 
1933 · 
1934 · 
1935 · 
1936 · 
1937 · 
1938 · 
1939 · 
1940 · 
1941 · 
1942 · 
1943 · 
1944 · 
1945 · 
1946 · 
1947 · 
1948 · 
1949 · 
1950 · 
1951 · 
1952 · 
1953 · 
1954 · 
1955 · 
1956 · 
1957 · 
1958 · 
1959 · 
1960 · 
1961 · 
1962 · 
1963 · 
1964 · 
1965 · 
1966 · 
1967 · 
1968 · 
1969 · 
1970 · 
1971 · 
1972 · 
1973 · 
1974 · 
1975 · 
1976 · 
1977 · 
1978 · 
1979 · 
1980 · 
1981 · 
1982 · 
1983 · 
1984 · 
1985 · 
1986 · 
1987 · 
1988 · 
1989 · 
1990 · 
1991 · 
1992 · 
1993 · 
1994 ·
1995 · 
1996 · 
1997 · 
1998 · 
1999 · 
2000 · 
2001 · 
2002 · 
2003 · 
2004 · 
2005 · 
2006 · 
2007 · 
2008 · 
2009 · 
2010 · 
2011 · 
2012 · 
2013 · 
2014 · 
2015 · 
2016 · 
2017 · 
2018 · 
2019 · 
2020 · 
2021 · 
2022 · 
2023 · 
2024